# Hiroshima (filme de 1953)
Hiroshima (ひろしま) é um filme japonês do gênero docudrama de 1953 dirigido por Hideo Sekigawa sobre o bombardeio atômico de Hiroshima e seu impacto na cidade. Conta a história de um grupo de professores, seus alunos e suas famílias nos anos subsequentes a bomba. Numa sequência de flashbacks, dezenas de milhares de figurantes de Hiroshima, muitos deles sobreviventes reais do desastre, ajudaram a recriar a “paisagem infernal” após a imediata queda da bomba.
O filme foi baseado nos relatos de crianças sobreviventes da catástrofe compilados pelo Dr. Arata Osada em seu livro best-seller de 1951, Children Of The A Bomb: Testament Of The Boys And Girls Of Hiroshima (Genbaku no Ko), que foi impresso pela editora Iwanami Shoten. Durante as décadas de 1930 e 1940, esta editora, criada por Shigeo Iwanami, teve problemas legais no Japão devido à sua posição crítica em relação ao belicismo nacional. Produzido com o apoio do Sindicato dos Professores do Japão, a postura "antiamericana" e o conteúdo gráfico do filme impediram que ele fosse amplamente divulgado. Caiu no esquecimento, mas ressurgiu no final de 2010. Muitos atores e a equipe técnica do filme desempenharam papéis importantes no cinema japonês do pós-guerra.

## Sinopse
Hiroshima se inicia numa sala de aula onde alunos e um professor ouvem uma transmissão de rádio detalhando a detonação de uma bomba nuclear, Enola Gay, na cidade em 6 de agosto de 1945. Uma garota grita: "Basta! Chega!" e seu nariz começa a sangrar. É revelado que ela e um terço da turma sofrem de leucemia, também conhecida na região como a "doença da bomba atômica".
O filme mostra como grupos de pessoas lidam com o sofrimento causado pela explosão. As crianças estão no centro da narrativa. Muitos se tornaram "necrófagos rebeldes" vendendo lembrancinhas aos turistas. Outra criança, que abandonou a escola, lida com o trauma brincando. Há uma ênfase na discriminação contra as vítimas da explosão, conhecidos como hibakusha.
Flashbacks, em sequência, mostram a cidade anterior a explosão, no momento da detonação e as consequências futuras na região. Logo depois, "combinando imagens documentais e encenações, Sekigawa apresenta um panorama de confusão, angústia e miséria avassaladora". A cidade se torna uma "paisagem infernal [que] está repleta de corpos devastados e edifícios em ruínas, formando imagens abstratas de estruturas e membros despedaçados, um retrato fragmentário de chamas, destruição, roupas esfarrapadas e derramamento de sangue. As vítimas chamam seus entes queridos, colegas de trabalho e colegas de classe, qualquer um que sobreviveu".
O filme critica duramente a burocracia militar imperial japonesa, descrevendo-a como "tolamente unidimensional, míope e desprovida de bússola moral". Um exemplo exibido no filme, são os militares continuando a exigir a máxima lealdade ao Imperador mesmo após a explosão, enquanto estão cercados por escombros em chamas.
Além dos japoneses, os militares dos Estado Unidos também estão envolvidos na catástrofe. A própria presença de soldados americanos, exibida no Memorial da Paz de Hiroshima no filme, contrariava os esforços dos censores japoneses para remover qualquer menção à ocupação americana após a guerra e alegar que os japoneses estavam “assumindo o controle do seu novo destino democrático sem a influência das potências aliadas”.

## Elenco
- Yumeji Tsukioka como Yonehara[3]
- Eiji Okada como Kitagawa[5]
- Yoshi Kato como Hideo Endo[4]
- Isuzu Yamada como Mine Oba[3]
- Shizue Kawarazaki como Yoshiko Endo[1]
- Yasumi Hara como Ito[1]
- Isako Machida como Michiko Oba[1]
- Takashi Kanda como Senda[1]
- Kenji Susukida como Dr. Nishina[1]
- Masao Mishima como Doutor[1]
- Yasuaki Takano[9]
- Masaya Tsukida como Yukio Endo[9]
- Kinzō Shin como Professor Asakawa

## Produção
Um antes de produzirem Hiroshima, o Sindicato dos Professores do Japão (JTU) contratou o diretor Kaneto Shindō, natural de Hiroshima, para fazer uma adaptação cinematográfica do livro Children Of The A Bomb, com o objetivo de retratar o bombardeio e seus efeitos negativos nas redondezas. Tendo sido motivada, em parte, pela culpa coletiva que os professores tem ao promoverem o dogma imperialista japonês ao encorajar os estudantes a morrerem e jurarem honra ao seu país, a JTU estava ansiosa por apresentar e transferir o tema a um filme. Shindō dirigiu Genbaku no Ko (1952), que fez um sucesso considerável no Japão e estreou internacionalmente no Festival de Cinema de Cannes de 1953. A JTU, porém, não gostou do filme. Eles alegaram que Shindō havia "transformado [a história] em um filme lacrimoso e destruído sua orientação política", pois não mencionou a causa da guerra nem condenou aqueles que a motivaram. Assim, financiaram imediatamente outra adaptação de Children Of The A Bomb, desta vez recorrendo ao cineasta Hideo Sekigawa, que era conhecido pelas suas tendências comunistas. Em 1950, Sekigawa havia filmado o filme Gunkan sudeni kemuri nasi, longa esse que se passa no Myanmar durante a Guerra do Pacífico e foi inspirada em uma coleção de cartas de estudantes japoneses que morreram em batalha.
O filme contou com a colaboração dos moradores locais de Hiroshima. Sobreviventes do bombardeio, sindicalistas e outros moradores da cidade participaram no grande número de figurantes utilizados no filme, que chegou a cerca de 90 mil pessoas nos sets. A presença deles ajudou a recriar a sensação de confusão em massa nas cenas após o detonamento da bomba. Alguns até emprestaram suas tigelas e outros pertences da explosão como adereços para o filme; a própria equipe também “trabalhou incansavelmente para coletar entulhos e trapos para a produção do filme”. As autoridades municipais e as empresas locais também apoiaram muito na elaboração do projeto.
Yumeji Tsukioka, atriz nascida e criada em Hiroshima, que já havia estrelado Nagasaki no kane (1950), outro filme sobre o lançamento de uma bomba atômica, mas dessa vez em Nagasaki, e Banshun (1949) de Yasujiro Ozu, recorreu à produtora com a qual tinha contrato na época, a Shochiku, para que a deixasse atuar no filme sem nenhum pagamento. Ela disse que queria "contribuir para a sociedade e ajudar a prevenir 'guerras em grande escala'".
A trilha sonora "sombria e convincente" do filme foi composta por Akira Ifukube, que mais tarde também comporia para Godzilla, com uma "temática nuclear", de 1954.

## Recepção
O filme foi muito bem recebido pela crítica em seu lançamento, mas teve estreia em poucos cinemas pelo Japão. Ele permaneceu no esquecimento por décadas, mas teve um renascimento e maior número de interessados na obra no final da década de 2010.
Seus produtores e distribuidores divergiram sobre a possibilidade de cortar cenas, e o filme não teve um lançamento mais amplo. Os patrocinadores do filme primeiro procuraram distribuição nos grandes estúdios nacionais. A Shochiku, supostamente, exigiu cortes, julgando o filme muito "antiamericano" e "cruel", e interrompeu o processo de lançamento. Todos os cinco grandes estúdios se recusaram a lançar o filme depois disso. A JTU acabou autodistribuindo o filme, mas o lançamento foi limitado. Eles realizaram exibições em escolas e centros comunitários, embora o Ministério da Educação, Ciência, Esportes e Cultura considerasse que era muito “antiamericano” para mostrar aos estudantes. O filme foi um sucesso comercial. As posições comunistas de Sekigawa e sua subsequente incursão no cinema menos "intelectual" contribuíram para o anonimato do filme nas décadas seguintes.
Em 1955, Hiroshima foi lançado nos Estados Unidos, em versão editada. Foi a primeira vez que muitos americanos puderam ver imagens dos efeitos da bomba. Em 1984, a JTU contratou uma empresa com sede em Tóquio, para distribuir o filme, e lançou um DVD em 2005.
Ippei Kobayashi, filho do assistente de direção do filme, Taihei Kobayashi, tentou reexibir o filme em público, mas não teve sucesso. No entanto, ele começou a exibi-lo de forma independente em 2008 e recrutou estudantes voluntários da Universidade Ritsumeikan para traduzir os diálogos originais para o inglês. Kai Kobayashi, seu filho e também produtor de cinema, continuou o projeto de relançá-lo no final de 2010. Ele digitalizou o filme em 2017, e o exibiu nas cidades de Kyoto e Hiroshima em 2019. O filme foi transmitido no FilmStruck em 2018 e foi lançado em Blu-ray pela Arrow Films em 2020.
O crítico francês de cinema, Enrique Seknadje, destaca a dimensão didática do filme: “quer informar o espectador sobre os efeitos da bomba no curto e no longo prazo, quer dar voz e nome aos Hibakuchas - pessoas afetadas pela bomba -, quebrar a laje de chumbo levantada pelos vencedores e pressionar os japoneses a não esconderem mais vergonhosamente a parte da população que foi afetada pela tragédia, a acabar com a indiferença demonstrada por aqueles que não foram diretamente irradiados. Números, são fornecidos dados médicos. A introdução de material de arquivo serve tanto para dar peso a esta dimensão pedagógico-documental do filme como para dar mais credibilidade à representação do percurso dos protagonistas que a câmara acompanha."

## Legado
Isuzu Yamada mais tarde desempenhou um papel inspirado em Lady Macbeth na adaptação de Akira Kurosawa, Kumonosu-jō (1957), e em outros filmes do diretor. O compositor do filme, Akira Ifukube, compôs o "temática nuclear" para Godzilla (1954) e em uma série de filmes da franquia. Em seguida, o cinegrafista Yoshio Miyajima filmaria os filmes de Masaki Kobayashi, Harakiri e Kwaidan.
O filme francês Hiroshima, Meu Amor (1959) de Alain Resnais, contou com o ator principal deste filme, Eiji Okada, e incorporou algumas cenas de Hiroshima. Okada mais tarde apareceu no filme new wave japonês Suna no Onna (1964).